# الظهاري (ملحان)

تعديل مصدري - تعديل

الظهاري هي إحدى قرى عزلة همدان بمديرية ملحان التابعة لمحافظة المحويت، بلغ تعداد سكانها 435 نسمة حسب تعداد اليمن لعام 2004.